# 王孫蕙
王孫蕙（？—1644年），字晦季，號曾吾，南直隸常州府無錫縣人。明末政治人物。

## 生平
崇禎三年（1630年）庚午科應天乡试第六十名舉人，七年（1634年）甲戌科三甲一百二十四名進士。礼部觀政，本年十二月授福建莆田县知县，九年任本省乡试同考官，丁憂歸。十二年起补歸善縣知縣，十五年任本省乡试同考官，調濬縣知縣。崇禎十七年（1644年），引見禮部尚書。三月十六日，應召對，孫蕙伏在朝堂，談論「君辱臣死」大義，聲淚俱下。改授禮部郎官。任命尚未下達，三月十九日，李自成大軍攻破京師，城中哭聲震沸。孫蕙請降。二十日，拜謁宋企郊，上表。二十六日，授官長蘆運使，上任途中被德州盧世㴶義師所阻，隨即吳三桂已引清軍入關。孫蕙扔掉儀仗，焚燒敕令，埋藏官印，扮作乞丐逃往故鄉，死於途中。

## 家族
曾祖王宙，七品散官；祖王之桂，邑庠生、乡大宾；父王我知，庠生、乡大宾。